# What Doesn't Kill You...
What Doesn't Kill You... je desáté a poslední album americké rockové skupiny Blue Cheer. Obsahuje také jejich vlastní přepracovanou píseň "Just a Little Bit" původně vydané na albu Outsideinside.

## Seznam skladeb
1. "Rollin' Dem Bones" (MacDonald, Peterson) – 4:49
2. "Piece o' the Pie" (MacDonald, Peterson) – 5:06
3. "Born Under a Bad Sign" (William Bell, Booker T. Jones) – 3:38
4. "Gypsy Rider" (MacDonald, Peterson) – 4:54
5. "Young Lions in Paradise" (Dickie Peterson) – 6:49
6. "I Don't Know About You" (MacDonald, Peterson) – 5:00
7. "I'm Gonna Get You" (MacDonald, Peterson) – 6:32
8. "Malajusted Child" (MacDonald, Peterson) – 5:08
9. "Just a Little Bit (Redux)" (Dickie Peterson) – 4:01
10. "No Relief" (MacDonald, Peterson) – 9:31